# Trocador de calor casco e tubos

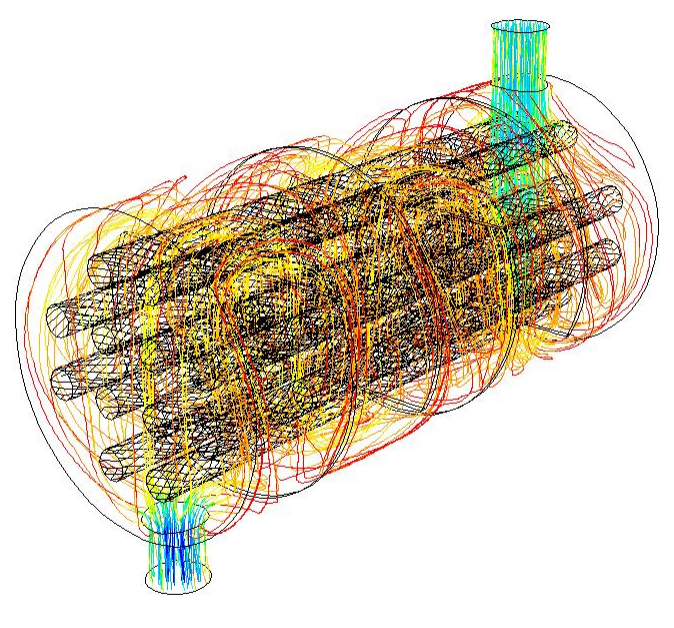
Simulação de fluxos de fluidos para um trocador de calor do tipo casco e tubo. A entrada do casco está na parte superior traseira, enquanto a saída está no primeiro plano na parte inferior.

Um trocador de calor casco e tubos é uma classe de projetos de trocador de calor. É o tipo mais comum de trocador de calor em refinarias de petróleo e outras grandes instalações de processos químicos, e é adequado para aplicações para alta pressão. Como seu nome implica, esse tipo de trocador de calor consiste em um casco (um grande vaso de pressão) com um feixe de tubos dentro dele. Um fluido corre através dos tubos, e outro fluido corre sobre os tubos (através do casco) de maneira a transferir calor entre os dois fluidos. O conjunto de tubos é chamado feixe de tubos, e pode ser composto por diversos tipos de tubos: planos, longitudinalmente aletados, etc.
Uma norma importante para a padronização dos trocadores de calor casco e tubos é a norma TEMA (em inglês:  Tubular Exchanger Manufacturers Association; "Associação dos Fabricantes de Trocadores Tubulares").